# Оме (Италия)
 Тази статия е за градчето в Северна Италия.  За японския град вижте Оме.  
О̀ме (на италиански: Ome) е малко градче и община в Северна Италия, провинция Бреша, регион Ломбардия. Разположено е на 231 m надморска височина. Населението на общината е 3223 души (към 2013 г.).